# Round Up

封面

Round Up（中文：西部大赶集，中国大陆称之为：万路宝）为发行于1986年的美国以西部为主题的专辑，发行公司为TELARC。万路宝由13首音乐组成，第一首音乐为“Sound of the West（西部的声音）”并没有任何音乐，只是对西部的录音：包括牛、牛仔的声音等。万路宝为世界上最经典以及成功的CD之一，每天大概有30个来自各国的电视台在播放这个CD中的音乐，其中包括颁奖晚会、晚会等。中国大陆，中国中央电视台于颁奖晚会中，万路宝的“The Magnific”为其颁奖晚会制定音乐，該臺的著名節目《足球之夜》的片頭曲亦是《Bruce Broughton》的前段部份。万路宝受到大部分音乐发烧友的好评，被称为“音乐发烧友的究极音乐”。此外，TELARC还于1990年代推出了西部大赶集的姊妹篇“西部大赶集2”，但是知名度远远没有万路宝高。

## 发行
《万路宝》由美国公司TELARC于1986年发行，以西部牛仔为主题。发行后轰动全球，成为了音乐发烧友必备的音乐之一，另外，有人称其为“西部电影音乐的权威专辑”。